# ドン・コサック合唱団セルゲイ・ジャーロフ

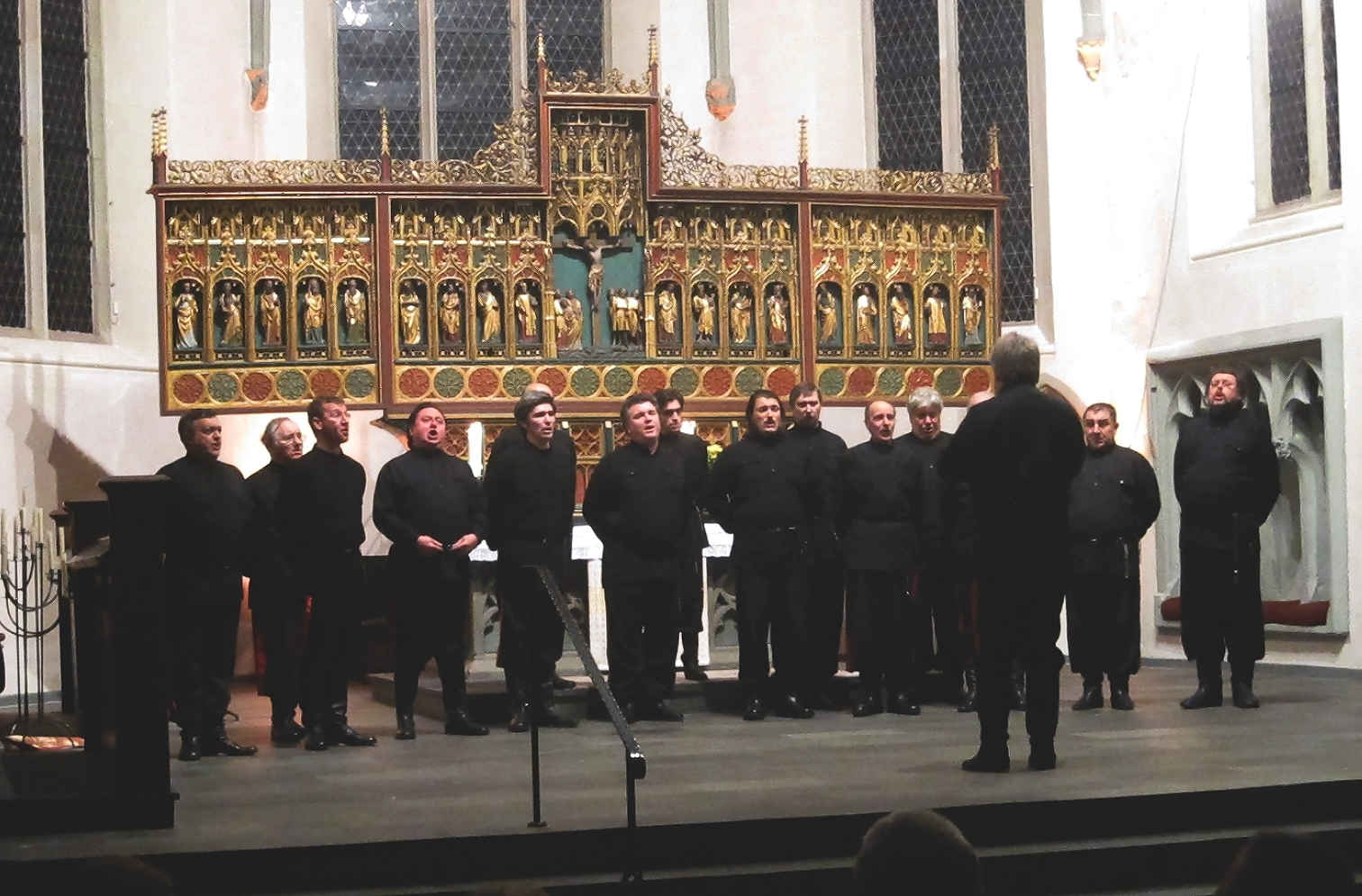
イーザーローンでのコンサートの様子

ドン・コサック合唱団セルゲイ・ジャーロフ（露:Хор донских казаков Сергея Жарова）は1921年にセルゲイ・ジャーロフによって結成され、60年近く彼が指揮をした亡命ロシアンコサックによる男声合唱団である。

## チリンギル捕虜収容所での起源
赤軍への敗北に苦しんだ後、多くのコサックたちが離散することとなった。1921年にセルゲイ・ジャーロフがコンスタンチノープルに近いトルコの捕虜収容所チリンギルにおいて結成した合唱団の構成員はまさにこうしたロシア人難民たちであった。コサックたちは自分たちの教会での礼拝に参加するようになり、やがてギリシャのリムノス島へ旅立った。状況を改善するために、彼らは野外コンサートを行い、それは特にイギリス人たちの間で好評を得た。
コサック軍の副官であったセルゲイ・ジャーロフは合唱団のレパートリーに力を注ぎ、やがて素晴らしい機会が訪れた。一団はチリンギルからブルガリアの町、ブルガスに移送されることになり、ロシアの外交使節によりジャーロフとその合唱団を教会に属させることが提案されたのだった。
その教区は合唱団を抱えられるほど豊かではなかったが、それでも申し出は受け入れられ、合唱団のメンバーたちは副業を探すこととなった。

## ブルガリアからウィーンへ
ブルガリアの首都、ソフィアでは防衛省によってバラックが与えられ、彼らのテント暮らしは終わった。即興的に執り行われることの多かったコンサートで得られる利益は約2ドル（当時の約8ドイツマルク）であった。それでも、1923年6月23日のソフィアのアレクサンドル・ネフスキー大聖堂でのデビューは彼らの士気を高めた。
その後には、フランスのモンタルジにある工場からのオファーが続いた。工場はオーナーの妻がロシア人で、すでに吹奏楽団がいたことから、合唱団を加えることを検討していたのだ。しかし不運なことに、資金の不足から合唱団はウィーンに取り残されることとなった。
助け舟をだしたのは合唱団に興味を持った国際連盟の代表者だった。彼は合唱団とコンサート・エイジェンシーのディレクターを引き合わせ、オーディションの機会を作った。合唱団はそこで予想を上回るパフォーマンスをみせ、そして歴史的な決断が下された。1923年7月4日のウィーン、ホーフブルク宮殿でのコンサートの申し出がここで成されたのだが、その決断によってその他のことは全て問題ではなくなった。大成功を収めることとなったこのオーストリア首都でのコンサートの後、ディレクターは合唱団が一度と言わず、さらに何千回ものコンサートを行うことになるだろうと見込んだのだ。実際、彼らは最終的に一万回を超えるパフォーマンスをすることとなった。
1926年、合唱団はオーストリアツアーを行い、リード・シンガーをつとめていたサーヴァ・カマラーリはオーストリアに移り住むことを決め、合唱団を離れた。
1930年、彼らは初めてアメリカに渡り、1936年には宣誓式を行いアメリカ市民権を得た。

## 第二次世界大戦
第二次世界大戦が迫るなか、合唱団はアメリカに居を構え、ソル・ヒューロックが新たにマネージャーを務めることになった。
戦争終結後、1953年にハンブルクのコンサートプロモーター、クルト・コリーンが合唱団をクララ・エブナーから引き継いだ。さらに1960年、ケルン出身のオットー・ヘフナーが合唱団を引き継いだ。最終的にヘフナーとジャーロフは親交を深め1981年の3月20日、ジャーロフは彼に合唱団を全権利を移した。
オットー・ヘフナーは３つの長編映画と6つのテレビ映画の監督も務めた。
セルゲイ・ジャーロフのもとでの最後のツアー1979年に行われたが、彼は1981年まで合唱団のリーダーを務めた。ジャーロフがジョージ・マーキティシュの指揮によるツアーに合意したことに伴い、ヘフナーは合唱団を離れた。

## ミハイル・ミンスキー
1985年、オットー・ヘフナーはミハイル・ミンスキーとの接触を試みた。ジャーロフの望みに従い、ヘフナーはニコライ・ゲッダをソリスト、ミハイル・ミンスキーを指揮者に据えてのツアーを組むことを希望していたのだ。ミハイル・ミンスキーは1948年からジャーロフおよび彼の合唱団と交流があり、1964年からドン・コサック合唱団セルゲイ・ジャーロフのソリストを務めていた。このツアーは1986年にセルゲイ・ジャーロフへのメモリアルとして実現された。ツアーは成功を収めたが、ミンスキーが体調を崩し、ニコライ・ゲッダが毎日の公演を拒否したことに伴い、オットー・ヘフナーはツアーを終了させた。

## ヴァーニャ・リブカ
1991年、ヴァーニャ・リブカはジョージ・ティムチェンコ（ドン・コサック合唱団セルゲイ・ジャーロフの元ソリスト）とともに合唱団を再開させた。2001年、オットー・ヘフナーはすべての権利をヴァーニャ・リブカに移した。

## 特徴的な声
ドン・コサック合唱団はそのテナーの素晴らしさと、ピョートル・ミハイリクに代表されるローベースの深みと響きで名高く、ピョートル・ミハイリクはピアノの一番低いE音を難なく出すことができたと言われている。この特徴的な声の組み合わせは西欧の人間の多くには新鮮に響き、合唱団の人気獲得に大きく貢献した。西欧の作曲家のほとんどが高音域に重点を置く傾向にあるなか、東欧の作曲家たちは低音の力を示すような音楽を作ることが多かったのだ。